# Karl Dietrich Gräwe

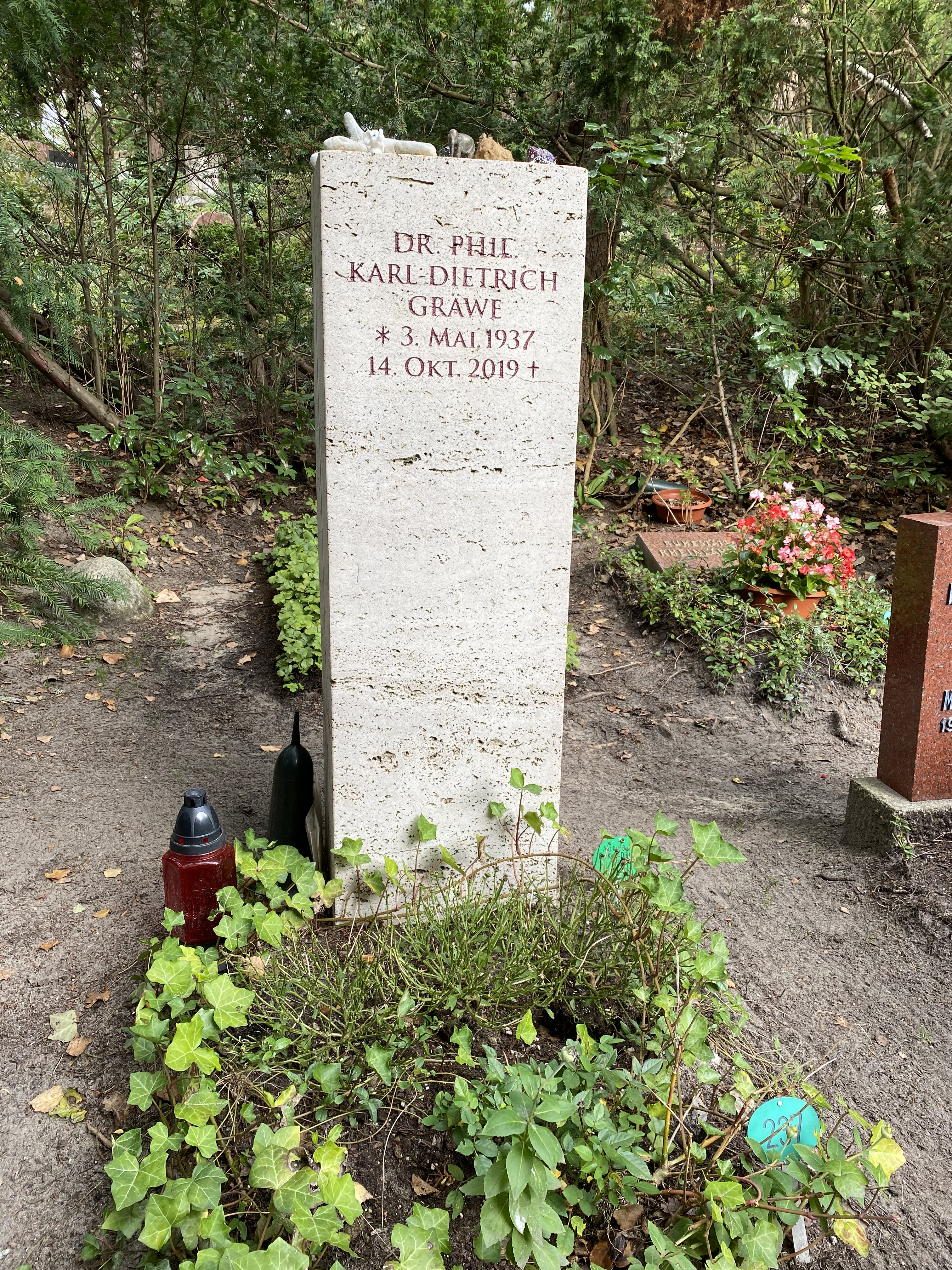
Grabstätte Karl Dietrich Gräwe

Karl Dietrich Gräwe (* 3. Mai 1937 in Bielefeld; † 14. Oktober 2019 in Berlin) war ein deutscher Dramaturg.

## Leben
Gräwe studierte an der LMU in München die Fächer Musik- und Theaterwissenschaft sowie Germanistik. Seinen Studienabschluss erwarb er mit der Dissertation über Ariadne auf Naxos von Richard Strauss und Hugo von Hofmannsthal.
Lehrverpflichtungen führten Gräwe auch an die Musikhochschulen in Hamburg und Berlin.
Außerdem war er Dramaturg an der Hamburgischen Staatsoper und wurde von Götz Friedrich an die Deutsche Oper Berlin berufen, wo er bis 1984 Chefdramaturg war.
Als freier Mitarbeiter wirkte er seit 1969 auch für den Rundfunk und das Fernsehen.
Karl Dietrich Gräwe verstarb im Alter von 82 Jahren in Berlin und wurde auf dem dortigen Friedhof Heerstraße (Grablage: Abt. II Ur 8–237) beigesetzt.

## Veröffentlichungen
- Lou Salomé. Oper. Libretto Musik: Giuseppe Sinopoli. UA 10. Mai 1981 München (Nationaltheater)
- Der Freischütz. Texte, Materialien, Kommentare. Hrsg. von Attila Csampai und Dietmar Holland. Mit einem Essay von Karl Dietrich Gräwe. rororo Opernbuch 7328, Reinbek bei Hamburg 1981, ISBN 3-499-17328-X.